# Zuzana Kříhová
Zuzana Kříhová (* 1979) je česká íránistka a vysokoškolská pedagožka vyučující na Ústavu Blízkého východu a Afriky (UBVA) Filozofické fakulty Univerzity Karlovy. Po boku íránisty Jana Marka se podílela na překladu českých Dějin Íránu (2014) a vydání antologie současné perské literatury z Íránu a Afghánistánu Vítr nás odnese (2009). Na Univerzitě Karlově vystudovala perštinu a dějiny a kulturu islámských zemí.